# José de Aldecoa y Villasante
José de Aldecoa y Villasante; (Madrid, 24 de febrer de 1838 – 19 de juny de 1917) fou un Jurista, polític i acadèmic espanyol que va ocupar la presidència del Tribunal Suprem entre 1910 i 1917.

## Biografia
Després d'exercir com a jutge i magistrat es va convertir en membre del Tribunal Suprem arribant a president de sala. El 17 de gener de 1910 va ser nomenat president de l'òrgan esmentat, càrrec que va ocupar durant set anys.
José de Aldecoa y Villasante també va ser senador per la província de Múrcia en les legislatures de 1886, 1887, 1887-1888, 1888-1889 i 1889-1890 per la província de Conca en 1893 i 1894-1895, per la província de Còrdova en 1896 i senador vitalici des de 1905 fins a 1917. Uns mesos abans de la seva mort, el 6 de març de 1917, fou nomenat membre de la Reial Acadèmia de Ciències Morals i Polítiques amb la medalla número dotze. Va morir el juny de 1917.